# Limoncello

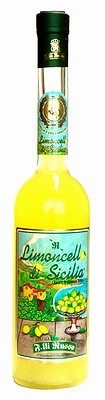
En flaska limoncello

Limoncello är en likör gjord på citron ("limone", italienska för citron). 
Limoncello produceras traditionellt i södra Italien, främst i området kring Neapelbukten, längs Amalfikusten och på Capri, Sicilien och Sardinien. Ingredienserna är citronskal, vatten, alkohol och socker. Likören är ljusgul till färgen och får en sötsur smak. Limoncello dricks oftast iskall och efter en avslutad måltid som digestif.

## Framställning
Limoncello framställs genom att man utvinner de aromatiska oljorna som finns i citronskalet, löser upp dem i alkohol och sedan tillsätter socker.